# Jean-Claude Chesnais
Jean-Claude Chesnais (né en 1948) est un démographe français, directeur de recherches à l'INED. Ses travaux mettent en relief les implications géopolitiques à moyen terme des évolutions démographiques internationales.
Il a travaillé avec Alfred Sauvy au CNRS (1971-1975) avant de rejoindre l'Institut d'études démographiques. Il a enseigné à l'École polytechnique (1984) et à l'École nationale d'administration (1976 - 2000).

## Publications
- La Transition démographique : étapes, formes, implications économiques : étude de séries temporelles, 1720-1984, relatives à 67 pays, Presses universitaires de France, 1986, 580 p.
- La revanche du Tiers-Monde, Paris, Robert Laffont, coll. « Libertés 2000 », 1987, 336 p. (ISBN 2-221-05182-3)
- Le crépuscule de l'occident : Démographie et politique, Paris, Robert Laffont, 1995 (réimpr. Hachette Pluriel), 366 p. (ISBN 2-01-278795-9)
- Histoire de la violence en Occident de 1800 à nos jours, Paris, Hachette Littérature, coll. « Pluriel », 1996, 497 p. (ISBN 2-01-008811-5)
- La démographie, Paris, Presses universitaires de France, coll. « Que-sais-je ? », 2002 (réimpr. 7) (ISBN 2-13-058610-4).
- La population du monde : géants démographiques et défis internationaux, Paris, INED - PUF, 2003.